# Frankenstein contro l'uomo lupo
Frankenstein contro l'uomo lupo (Frankenstein Meets the Wolf Man), diretto da Roy William Neill nel 1943, è il quinto film della saga di Frankenstein della Universal Studios.

## Trama
Larry Talbot (l'uomo-lupo), tornato in vita dopo che due ladri di tombe hanno scoperchiato il suo sepolcro lasciandovi penetrare i raggi della luna piena, viene ritrovato ferito per le strade di una cittadina. Ricoverato in un ospedale, egli rivela al dottor Mannering e all'ispettore di polizia Owen di essere un lupo mannaro ma nessuno dei due gli crede. Dopo l'uccisione di un poliziotto, il dottore sospetta che Talbot possa essere affetto da licantropia, cioè dalla malattia nervosa che lo porterebbe a credere di trasformarsi in una belva nelle notti di luna piena.
Recatosi a Lanwelly con l'ispettore, il dottor Mannering scopre che la tomba di Larry Talbot è vuota; in seguito riceve una telefonata con la quale lo avvertono che il suo paziente è fuggito dall'ospedale. Alcuni giorni dopo Larry Talbot arriva in un accampamento di zingari dove rivede Maleva, la donna che un tempo gli aveva predetto la sua trasformazione in uomo-lupo e che ora accetta di accompagnarlo dal barone Frankenstein, il solo che possa aiutarlo. Alla fine del suo viaggio Talbot apprende però che Frankenstein è morto da diverso tempo.
Giunto tra le rovine del castello, Talbot fa un'incredibile scoperta: il mostro nato dagli esperimenti del barone Frankenstein è ancora vivo ed è intrappolato nel ghiaccio che ha invaso un sotterraneo. Talbot decide di liberarlo affinché lo aiuti a trovare il diario con i preziosi appunti dello scienziato, e, una volta recuperate le forze, la creatura gli obbedisce; il diario però non viene recuperato e tutto lascerebbe credere che sia andato distrutto. L'affannosa ricerca di Talbot sembra ormai destinata al fallimento quando, da una fotografia rinvenuta per caso, egli scopre che il barone Frankenstein aveva, oltre a Wolf e Ludwig, una figlia, Elsa, tuttora in vita e proprietaria di ciò che rimane del castello. Talbot riesce a incontrarla, ma la donna si rifiuta di aiutarlo a recuperare il diario; nel frattempo arriva anche il dottor Mannering, che insiste affinché Talbot si faccia curare in un ospedale psichiatrico.
Dopo aver aiutato il mostro di Frankenstein a fuggire dal paese e a ritornare nel castello, l'uomo-lupo viene raggiunto da Elsa e da Mannering, il quale intende riattivare i macchinari dello scienziato per liberare Talbot dalla maledizione che lo perseguita. Le leggi della natura saranno quindi sfidate un'altra volta con esiti imprevedibili.

## Produzione
Lo sceneggiatore Curt Siodmak raccontò che durante una cena di lavoro, gli capitò di scherzare con il produttore George Waggner dicendo che un grande titolo per un nuovo film avrebbe potuto essere: Frankenstein Wolfs The Meat Man. Poco tempo dopo, Waggner, telefonò a Siodmak nel suo ufficio, dicendogli che "l'idea non gli dispiaceva". Sorpreso ma compiaciuto, lo scrittore iniziò a lavorare a quello che sarebbe diventato Frankenstein Meets the Wolf Man, praticamente un sequel sia de L'uomo lupo sia de Il terrore di Frankenstein.
Immediatamente dopo il successo di Dracula, Bela Lugosi era stato la prima scelta per interpretare il ruolo del mostro in Frankenstein, ma egli aveva notoriamente rifiutato la parte non volendo recitare muto e con un pesante trucco che gli nascondeva il volto: nell'idea originale del regista Robert Florey, il mostro non era altro che una macchina assassina senza cervello e non si adattava bene alle corde interpretative di Lugosi. Anni dopo Florey scrisse che "l'attore ungherese non si dimostrò entusiasta del ruolo e non voleva interpretarlo". Quando però subentrò nel progetto il regista James Whale, complice anche una radicale riscrittura della sceneggiatura, il personaggio acquisì molte più sfaccettature, e il virtualmente sconosciuto Boris Karloff venne scritturato per il ruolo che gli avrebbe donato fama imperitura. Otto anni dopo, Lugosi entrò nella serie dedicata a Frankenstein col ruolo di Ygor ne Il figlio di Frankenstein. Tornò anche nel sequel, Il terrore di Frankenstein, dove il cervello di Ygor viene trapiantato nel mostro (ora interpretato da Lon Chaney Jr.), facendolo quindi parlare con la voce di Lugosi/Ygor. Quando i piani per far interpretare a Chaney sia il mostro sia l'uomo lupo nel successivo film furono accantonati per motivi pratici e logistici, la scelta più ovvia ricadde su Lugosi, all'epoca sessantenne, che quindi recitò per la prima volta nei panni del mostro di Frankenstein.
Nel copione originale — e alcune scene furono effettivamente girate così — il mostro parlava, sempre con la voce di Ygor, e faceva riferimento agli avvenimenti accaduti ne Il terrore di Frankenstein, spiegando inoltre come ora fosse cieco (un effetto collaterale del trapianto di cervello, e la ragione primaria della celebre "camminata alla Frankenstein" con le braccia alzate in avanti). Secondo Siodmak, una proiezione di prova agli Studios ebbe esito negativo, in quanto molti ridevano sentendo parlare il mostro con un forte accento ungherese. Questa fu quindi la ragione presunta per la quale tutte le scene parlanti del mostro furono tagliate (anche se nel film si possono notare due brevi scene dove si vede muoversi la bocca di Lugosi come se parlasse ma senza alcun suono). Tutti i riferimenti al fatto che la creatura fosse ora cieca furono anch'essi eliminati, rendendo i movimenti del mostro incomprensibili per chi non avesse visto il film precedente. Primi piani degli occhi di Lugosi durante la rivitalizzazione hanno portato Knowles/Mannering a supporre che il mostro avesse riacquistato la vista, ma nel contesto del film questo poco importa. In definitiva, Lugosi appare nel film solo per pochi minuti, lasciando il ruolo di protagonista all'uomo lupo. Nel film sono presenti anche altri numerosi errori di continuity: per esempio viene fatto riferimento al finale del precedente Il terrore di Frankenstein, ma viene ripetutamente detto che l'incendio distrusse il castello dei Frankenstein, quando invece ad andare in fiamme era stata la clinica-villa di Ludwig Frankenstein a Visaria e non il castello, che era stato già fatto saltare in aria dalla popolazione all'inizio del film.
Bela Lugosi soffrì di esaurimento durante la lavorazione del film, e la sua assenza dal set, aggiunta alle limitazioni imposte dalla sua età avanzata, richiese un ampio uso di controfigure. Lo stuntman Gil Perkins interpretò il mostro nella prima scena dove appare ibernato nel ghiaccio e durante gran parte dello scontro finale tra il mostro e l'uomo lupo.
Questo fu l'ultimo film del ciclo horror della Universal nel quale il mostro di Frankenstein ha un ruolo di primo piano; nei successivi Al di là del mistero e La casa degli orrori, il mostro, interpretato da Glenn Strange, viene riportato in vita solo nelle scene finali e come comprimario.

## Accoglienza

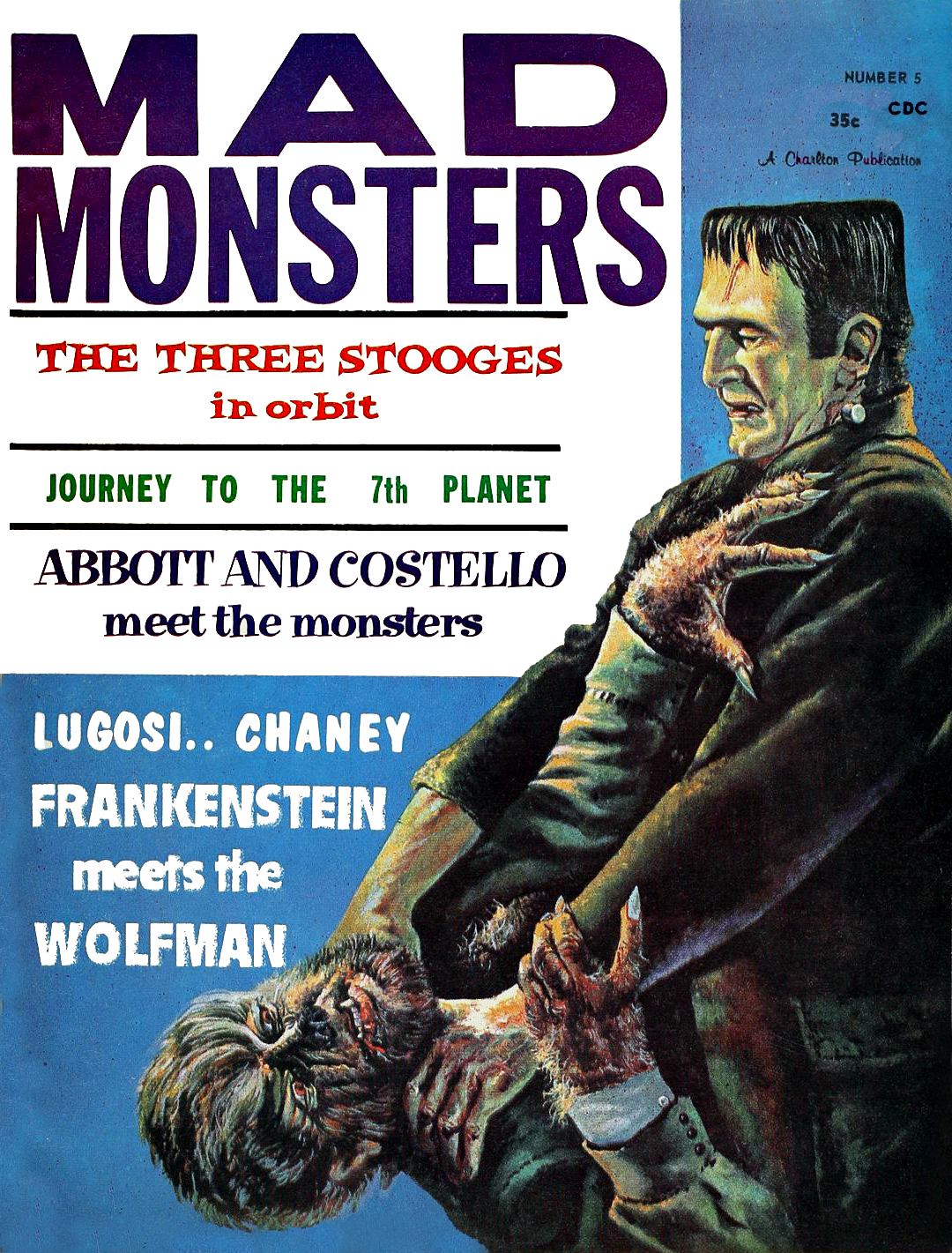
Copertina della rivista Mad Monsters del 1961 raffigurante lo scontro tra il mostro di Frankenstein e l'uomo lupo

Bosley Crowther del The New York Times definì il film "una grande delusione" perché riteneva che lo scontro tra i due mostri fosse troppo breve e arrivasse troppo tardi. Egli concluse scrivendo: "Molto brutto. Non proprio orribile. La Universal deve riprovarci". Altre recensioni dell'epoca furono più positive. Variety descrisse la pellicola scrivendo: "[è] artificiosamente artificioso, il film porta un senso di refrigerio pieno di suspense su tutto... Il regista Roy William Neill sostiene abilmente il film con movimento e suspense per mantenere vivo l'interesse del pubblico. Harrison's Reports scrisse: "Per tutti quegli appassionati ai quali piacciono i film horror forti, qui troveranno pane per i loro denti ... L'azione e l'atmosfera si conformano a un modello familiare, ma ciò non toglie nulla all'essenza horror del film". Film Daily lo definì "una festa horror nella quale i devoti dell'orrido e del fantastico potranno soddisfarsi. Le occasioni per urlare di paura non mancano di certo".
Attualmente, Frankenstein contro l'uomo lupo ha un indice di gradimento del 25% sul sito web Rotten Tomatoes, basato su dodici recensioni da parte di critici professionisti.

## Edizioni home video
Negli Stati Uniti Frankenstein Meets the Wolf Man venne pubblicato in formato VHS nel 1992 come parte della "Classic Monster Collection" degli Universal Studios.

### Edizione italiana
Nell'edizione in DVD della Universal all'interno del cofanetto L'uomo lupo - The Legacy Collection il doppiaggio italiano è completamente rifatto, così come nel Blu-ray Disc della stessa casa. Solo i successivi DVD prodotti dalla Sinister Film e dalla A&R Productions contengono ancora il doppiaggio originale. L'edizione italiana originale fu tuttavia privata del doppiaggio in alcune scene - probabilmente per questioni di deterioramento irrecuperabile della traccia sonora - che di conseguenza non furono doppiate o, in caso della mancanza di una o due parole, parzialmente ri-doppiate.